# Retrato del duque de Benavente
El Retrato del duque de Benavente es una obra de Doménikos Theotocópuli—el Greco— realizada hacia 1580-1590, que actualmente está en el Museo Bonnat, en Bayona.

## Tema de la obra
Aunque no se sabe con total certeza, es muy probable que este lienzo retrate a Juan Alonso Pimentel de Herrera, VIII conde y V duque de Benavente, VIII conde de Mayorga y III conde de Villalón y caballero de la Orden de Santiago. En la época en la que se encargó, ya había contraído matrimonio en segundas nupcias con su prima Mencía de Zúñiga y Requesens (1582), hija de Luis de Requesens y Zúñiga, antiguo gobernador del Estado de Milán y de los Países Bajos. Es posible que el presente lienzo fuera realizado cuando ya había sido nombrado virrey de Valencia (1598-1602).Fue nombrado capitán general de las fronteras durante la sublevación de Portugal (1641) y participó en la jornada de Aragón contra el alzamiento de Cataluña.

## Análisis de la obra
- Museo Bonnat, Bayona (Francia). Consta con el n º. 13 en el inventario de este museo.[5]
- Pintura al óleo sobre lienzo;
- Datación: hacia 1580-1590;
- Dimensiones: 107,2 x 78,5 cm;
- Consta con el n º. 131 en el catálogo razonado de Wethey, y con la referencia 46 en el de Tiziana Frati.[6]

Según Harold Wethey, la postura es rígida, y la figura no alcanza el y con la referencia  grado de perfección de otros retratos del Greco. Aunque le falta una limpieza, el estado de conservación es bueno.
Aparece representado de más de medio cuerpo y con toda una serie de atributos que confirman su más alto rango militar dentro del ejército español. Un hecho bastante extraordinario para un retrato de un miembro de la alto nobleza es que luzca pezas de una armadura de la colección de Felipe II. 
Según Cossío, aunque el personaje retratado no fuera el Duque de Benavente, no hay duda de que este lienzo representa un Grande de España, por su noble aspecto, su vestimenta, la delicadeza del encaje de la alta lechuguilla en su cuello, y por la espada, cuya oscura empuñadura se ve —actualmente con dificultades— en la parte inferior derecha del lienzo. Este retrato —según Cossío— es digno de hacer pareja con El caballero de la mano en el pecho, debido al aspecto aristocrático del personaje, mientras que, por su perfección técnica, merece tener un lugar entre los mejores retratos del Greco.